# 24/36
Singles de France Gall
Mon p'tit soldat
(1968) L'Orage
(1969)
24/36 est une chanson de France Gall. Elle est initialement parue en 1968 sur un EP,.

## Développement et composition
La chanson a été écrite par Frank Thomas, Joe Dassin et Jean-Michel Rivat. L'enregistrement a été produit par Denis Bourgeois.

## Listes des pistes
EP 7" 45 tours  (1968, Philips 437.446 BE, France)
A1. 24/36
A2. Souffler les bougies
B1. Rue de l'abricot
B2. Don't Make War, Captain, Make Love, Titre écrit par Maurice Vidalin sur une musique de Jerry Mengo.

## Classements
| Classement (1968)                       | Meilleure position |
| --------------------------------------- | ------------------ |
| Belgique (Wallonie Ultratop 50 Singles) | 49                 |